# La Riche Soleil
La Riche Soleil est un centre commercial français situé dans la commune de La Riche (Indre-et-Loire), ouvert depuis le 24 avril 2002.
Il comporte un hypermarché Intermarché Hyper, quarante-cinq boutiques (prêt-à-porter, chaussures, téléphonie mobile, etc.) ainsi que des restaurants. Le centre est équipé de multiples zones d'accès Wi-Fi.
Le 24 avril 2002, le centre commercial ouvre avec l'hypermarché Géant.
Au printemps 2016, il change de nom et devient La Galerie Géant-La Riche.
Le 29 septembre 2023, l'hypermarché Casino #hyperFrais ferme ses portes pour rouvrir le 16 octobre 2023 sous l'enseigne Intermarché Hyper.

## Équipements
En matière de taille, avec 45 boutiques, La Galerie La Riche est le 3e centre commercial du département après Les Atlantes (70 boutiques) et L'heure tranquille (50 boutiques). Néanmoins, le centre est aujourd'hui déserté et moins d'une dizaine de boutiques sont toujours ouvertes,.
En superficie, Intermarché Hyper est le 4e hypermarché du département avec 9 780 m2 de surface  de vente, contre 12 500 m2 pour Auchan de Chambray-lès-Tours, 12 000 m2 pour Auchan Tours-Nord et 10 500 m2 pour Carrefour de Saint-Pierre-des-Corps.

## Accessibilité
Doté d'un parking de 1 979 places, il est accessible par la rocade ouest de l'agglomération de Tours.
Il est également accessible par le réseau de bus Fil bleu (ligne 15).

## Histoire
L'hypermarché ouvre à la suite du déménagement du Rallye de Chambray-lès-Tours. Ce magasin, ouvert en 1969, était le premier hypermarché et centre commercial d'Indre-et-Loire. Le centre commercial Cats comportait trente boutiques. Ouvert sous l'enseigne Suma, il s'appellera ensuite Mammouth, puis l'hypermarché devient Rallye après l'ouverture d'un autre Mammouth dans la même ville, dans la zone commerciale de La Vrillonnerie.
En 1991, l'hypermarché est épargné par l'incendie qui ravage entièrement le centre commercial. Les trente boutiques du Cats resteront fermées définitivement. Avec la multiplication des ouvertures d'hypermarchés, de centres commerciaux et de magasins discounts dans le département, le Rallye perd du terrain dans les années 1990. Très vieux et très abîmé, le groupe Casino, propriétaire du magasin, le fait transférer (après des années de tractations) sur la ville de La Riche ou il prend l'enseigne Géant aux côtés du nouveau centre commercial La Riche Soleil.
En 2014, le centre commercial à des projets d'ouvertures et d'animations pour se rebooster.
En 2016, le centre commercial change d'identité : nouvelle communication et rénovation du centre pour devenir La Galerie - Géant La Riche.
En 2020, le centre commercial demande à pouvoir s'agrandir. L'agrandissement sera rejeté par la justice à la fin de cette même année.
Fin 2020, le centre fait parler de lui à la suite de la fermeture définitive du restaurant Mc Donald's.,,,
En 2022, le magasin est renommé Casino #hyperFrais, dans le cadre d'une restructuration de la marque,Le 29 septembre 2023, l'hypermarché Casino #hyperFrais ferme ses portes à a la suite de son rachat par le groupe Les Mousquetaires, tout comme 57 autres magasins du Groupe Casino. L'hypermarché rouvre le 16 octobre 2023 sous l'enseigne Intermarché Hyper,.
En 2024, le centre commercial refait parler de lui, à la suite des difficultés de fréquentation de l'hypermarché, un an après son changement d'enseigne.
Le 3 avril 2025, Les Mousquetaires annoncent qu'Intermarché va fermer des magasins, anciennement Géant dont celui de La Riche Soleil.
Le 11 avril, Intermarché annonce la date de la fermeture de l'hypermarché de La Riche. La grande surface fermera le 26 avril 2025.
La fermeture définitive de l'hypermarché, sans projet de reprise par un concurrent, fait plus que jamais s'interroger sur le devenir du centre, avec seulement cinq boutiques ouvertes sur quarante-cinq.

## Emploi
Le centre commercial emploie 157 personnes dans la galerie et près de 200 dans l'hypermarché.
En 2025, l'hypermarché n'emploi plus que 63 salariés. Il n'y a plus qu'une quinzaine de salariés dans les six dernières boutiques du centre commercial.